# 円照寺 (稲城市)
円照寺（えんしょうじ）は、東京都稲城市にある臨済宗建長寺派の寺院。

## 歴史
創建年代は不明である。1587年（天正15年）、明岳哲和尚が中興した。現在の建物は1770年（安永8年）に改修された。
本堂手前の窪みは、かつて池があったところで、昭和後期までは湧水によって満面の水をたたえていた。平成初期には湧水の水が枯渇して、只の窪みになっていた。ただ底の部分は若干湿り気があったという。この池には「舌を抜かれたお獅子」という話が伝わっている。

## 交通アクセス
- 南多摩駅より徒歩10分。